# Lurdes Gloria Manuel
Lurdes Gloria Manuel (* 12. července 2005 Ostrava) je česká atletka, reprezentantka v běhu na 400 m. Na této trati drží juniorský národní rekord časem 50,52 sekund z finále mistrovství Evropy 2024 v Římě, kde obsadila 4. místo.
V roce 2023 se stala v běhu na 400 m juniorskou mistryní Evropy. Se štafetou na 4 × 400 m pak na stejném šampionátu přidala bronzovou medaili v juniorském národním rekordu 3:34,84 min. Drží také halový národní juniorský rekord časem 52,64 s. Na Letních olympijských hrách 2024 v Paříži postoupila do semifinále. V témže roce získala na mistrovství světa juniorů v Limě zlatou medaili v běhu na 400 m a zvítězila v české anketě Sportovec roku mezi juniory.
Na seniorském halovém mistrovství Evropy v roce 2025 v Apeldoornu doběhla nejprve čtvrtá v závodě na 400 m a později (spolu s Ladou Vondrovou, Nikoletou Jíchovou a Terezou Petržilkovou) získala bronzovou medaili ve štafetovém závodě na 400x400 m, a to v národním rekordu 3:25,31.
Její otec pochází z Angoly a její matka z Ruska. Kromě češtiny, portugalštiny a ruštiny ovládá také angličtinu a francouzštinu. Žije v Táboře, studuje na obchodní akademii.

## Osobní rekordy

### Dráha
- běh na 400 metrů – 50,52 s – 10. června 2024, Řím

### Hala
- běh na 400 metrů – 51,15 s – 16. února 2025, Toruň
- běh na 200 metrů – 23,21 s – 23. únor 2025, Ostrava